# 가나자와촌 (돗토리현)
가나자와촌(金沢村)은 돗토리현 히노군에 있던 촌이다. 현재의 사이하쿠군 호키정의 일부에 해당한다.

## 역사
- 1889년 10월 1일 - 정촌제 시행에 의해 히노군 가나자와촌이 성립하였다.
- 1918년 4월 1일 - 요네하라촌과 합병해 닛코촌이 신설하여 폐지되었다.

## 참고문헌
- 角川日本地名大辞典 31 鳥取県
- 『市町村名変遷辞典』東京堂出版、1990年。